# Rezerwat przyrody Omelno
Omelno – leśny rezerwat przyrody znajdujący się na terenie gminy Drelów, w powiecie bialskim, w województwie lubelskim.
- powierzchnia (dane nadesłane z nadleśnictwa): 26,97 ha (akt powołujący podawał 23,28 ha)
- rok utworzenia: 1965
- dokument powołujący: Zarządzenie Ministra Leśnictwa i Przemysłu Drzewnego z dnia 20 października 1965 roku w sprawie uznania za rezerwat przyrody (MP nr 60, poz. 314).
- przedmiot ochrony (według aktu powołującego): zachowanie lasu lipowego pochodzenia naturalnego.

Głównym zespołem roślinnym na terenie rezerwatu jest grąd typowy z dużym udziałem lipy z domieszkami dębu szypułkowego, jaworu, klonu, osiki oraz niezbyt licznego wiązu górskiego. Ponadto występuje tu grąd niski.
Rezerwat założono z inicjatywy lokalnego strażnika łowczego Franciszka Łobejko z pobliskiej miejscowości Lisiowólka.